# Ubort
Ubort (russisk og ukrainsk: Уборть; hviderussisk: Убарць, Ubarts) er en flod i Zjytomyr oblast i Ukraine og Homel Voblast i Hviderusland, en højre biflod til Pripjat i Dnepr-flodbassinet. Den er 292 kilometer lang og har et afvandingsområde på 5.820 km2.
Ubort får hovedsageligt vand fra smeltende sne fra bjergene (~70%) i forårets tøbrud, sædvanligvis fra midten af marts til begyndelsen af maj, og opretholder et jævnt, om end lavere, flow i sommermånederne. Den kan fryse allerede i midten af november eller så sent som i januar, og isen bryder op allerede i midten af februar eller så sent som i midten af april.

## Flodens løb
Ubort har sit udspring i bakkerne over og syd for landsbyen Andreyevichi i Zjytomyr oblast i Ukraine. Den begynder i en højde på 207 moh., fra en række små åer, der flyder mod vest fra Simony Bakkerne, i 222 meters højde, og nordøst ud fra Marynivka Bakkerne 225 moh. Floden løber nordpå forbi Jemíltjyne og Olevsk, og derfra over den internationale grænse til Hviderusland nær Baravoje (Баравое). Den flyder derefter nordøst og nord forbi Lelchytsy og Moiseyevichi, før den løber ind i Pripyat ved Petrykaw. Floden munder ud i en højde af 120 meter.
De vigtigste bifloder til Ubort er den 67 km lange Perha (Перга) med udmunding 51°24′00″N 027°52′57″Ø / 51.40000°N 27.88250°Ø i Ukraine, og den 58 km lange Svidovets (Свидовець) med udmunding 51°42′55″N 028°17′28″Ø / 51.71528°N 28.29111°Ø i Hviderusland.
Floden har et lavt fald på kun 87 meter over sit 292 kilometer lange løb. Resultatet er en bugtende flod med mange sumpe og afskårne mæander-søer. Den gennemsnitlige vandmængde ved mundingen af Ubort er 24,4 m3/sek.

## Historie
Navnet optræder på latin som Hubort i et dokument fra 1412. På nogle kort fra det syttende og attende århundrede markeres den som Олевская (Olevskaya) eller på polsk Olewsko, som værende over byen Olevsk. Oprindelsen af navnet Ubort er uklar, men synes at være relateret til brugen af brædder (ubort) til fremstilling af kunstige hule træer til honningbier.
I juli 1941 blev mellem 30 og 40 jøder fra Olevsk ført til Ubort-floden, hvor de blev ydmyget og tortureret; nogle af dem blev myrdet i pogromen.
Ubort blev forurenet under Tjernobyl-katastrofen.